# 한국로봇산업진흥원
재단법인 한국로봇산업진흥원(韓國-産業進興院, Korea Institute for Robot Industry Advancement)은 지능형 로봇개발 및 보급 촉진법 제 41조에 따라 설립 된 지능형 로봇산업 육성을 위한 다양한 사업을 효율적이고 체계적으로 추진하고 관련정책의 개발을 지원하는 산업통상자원부 산하 공공기관이다. 대구광역시 북구 노원로 77(노원동3가)에 위치하고 있다.

## 연혁
| 2021년 | 04월                | 제5대 손웅희 원장 취임 |
| 2019년 | 03월 05월 08월 09월 | 로봇산업 육성전략 발표 로봇규제혁신지원센터 개소 제3차 지능형 로봇 기본계획 공고 교육부 교육기부 우수기관 인증 획득                                                                                    |
| 2018년 | 01월 12월           | 제4대 문전일 원장 취임 교육부 교육기부 진로체험 인증기관 선정 |
| 2017년 | 09월 11월           | 교육부 공공부문 인적자원개발 우수기관 인증 획득 여성가족부 가족친화 인증기관 선정 |
| 2016년 | 04월 07월 12월      | 로봇창업보육센터 지정 획득 KS인증기관 지정 획득 제3대 박기한 원장 취임 |
| 2015년 | 01월 05월 12월      | 진흥원 청사 입주 및 업무 개시 로봇산업클러스터 준공 로봇산업클러스터 출범식 개최 |
| 2014년 | 03월 06월 11월      | 2실2단(8팀, 1센터)으로 조직 개편 시장창출형 로봇보급사업 성과발표회 개최 진흥원 청사 완공 |
| 2013년 | 03월 04월 09월      | 한국로봇산업진흥원 비전 선포식 개최 한국로봇산업진흥원 청사기공식 개최 제2대 정경원 원장 취임 |
| 2012년 | 07월                | 로봇산업클러스터 조성사업 기반조성 부문 주관기관 선정 |
| 2011년 | 02월 07월 08월      | 기타 공공기관 지정(기획재정부) 범부처 로봇시범사업총괄추진단 발족 지능형로봇 개발 및 보급 촉진법 개정(로봇전문기업 지정제도 도입 등) 로봇산업클러스터조성사업 예비타당성 조사 통과(총사업비 2,328억원) |
| 2010년 | 2월 3월 6월 7월     | 진흥원 대구입지 확정 진흥원 설립에 따른 수도권 기업 지원방안 수립 진흥원 설립허가·등기 진흥원 개원 및 창립이사회 개최                                                                                  |
| 2009년 | 7월                 | 진흥원 설립 추진 기본계획 수립 |
| 2008년 | 3월                 | 지능형로봇 개발 및 보급 촉진법 제정 |

## 주요기능
- 정책의 수립 및 개발
- 동향조사 및 출판·전시·홍보
- 통계작성 및 실태조사
- 로봇윤리헌장의 실행·홍보
- 시범사업 및 보급·확산
- 국제협력 및 해외 진출 지원
- 로봇제조에 대한 지원

- KS인증(로봇)사업
- 표준의 연구개발·보급 및 국제표준화 활동
- 기반조성사업
- 창업·성장 등의 지원
- 산업기술개발 사업
- 로봇 전문인력 양성 사업
- 기타 산업통상자원부장관이 인정하는 사업

## 조직
- 감사
  - 검사역
- 이사회

### 한국로봇산업진흥원장

#### 정책기획실
- 기획팀
- 예산팀

#### 경영지원실
- 인사회계팀
- 시설안전보안팀

#### 인증평가센터
- 표준인증팀
- 시험평가팀
- 제조지원팀

#### 사업추진단
- 로봇보급사업팀
- 글로벌확산팀
- 기업육성팀
- 창의인재육성팀

## 같이 보기
- 한국로봇산업협회
- 제어로봇시스템학회
- 로봇신문
- 지능형로봇
- 로봇공학자
- 로봇인